# Province de Serua
Pour les articles homonymes, voir Serua.

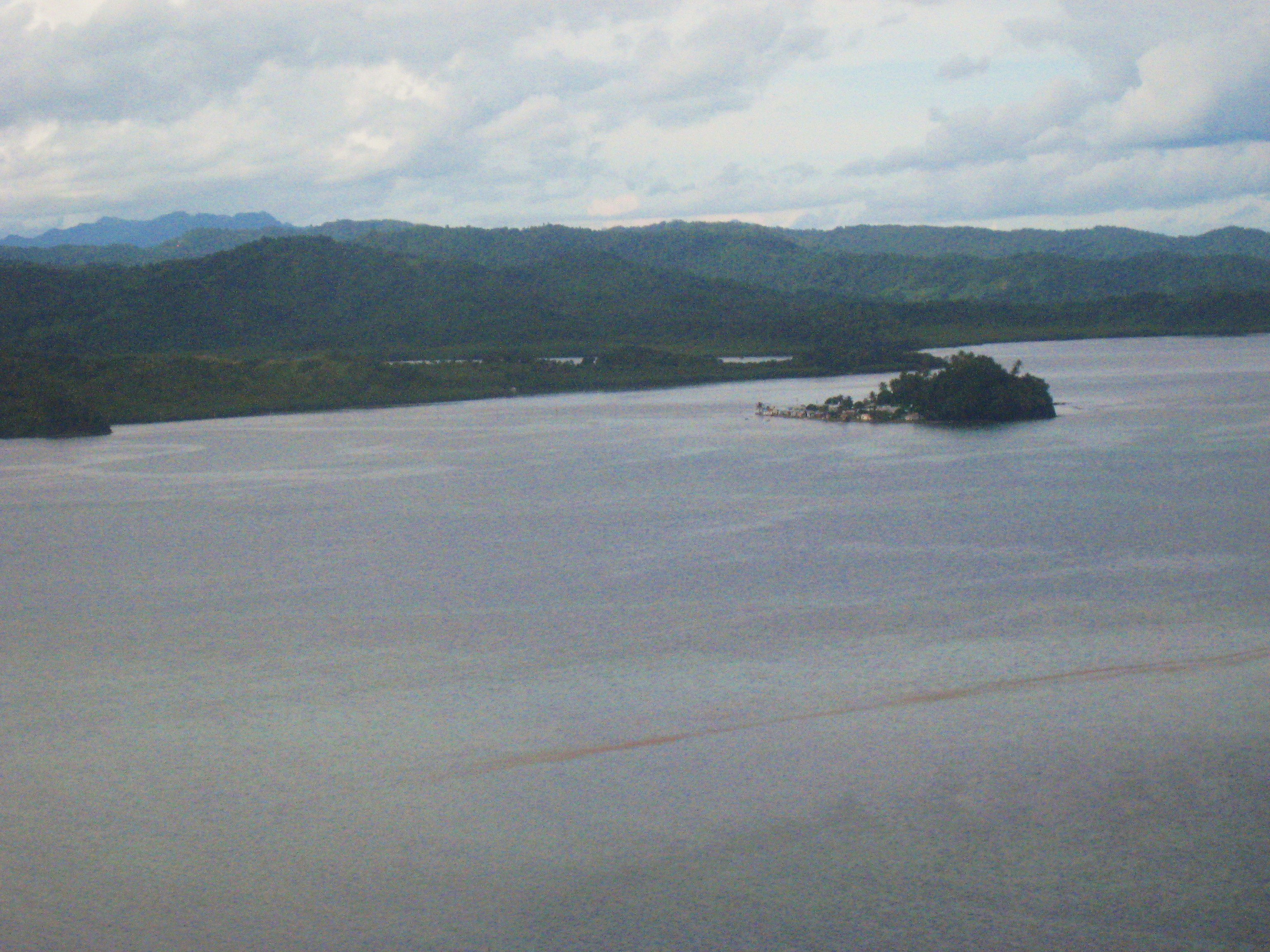
Serua, Fiji

La province de Serua est une des quatorze provinces des Fidji. Elle occupe la partie la plus méridionale de Viti Levu et 830 km2. Elle a une population de 18 249 habitants (en 2007). Elle comprend le district de Nuku et trois morceaux du district de Serua, tous séparés par Nuku.